# VdB 89
vdB 89 è una piccola nebulosa a riflessione visibile nella costellazione del Cane Maggiore.
Si individua sul bordo sudoccidentale della Nebulosa Gabbiano, una regione H II in cui hanno luogo fenomeni di formazione stellare; la sua posizione sta circa 2° ad est di θ Canis Majoris, una stella di colore arancione di quarta magnitudine. La stella responsabile dell'illuminazione dei gas della nube è BD-12 1748, di classe spettrale B8 e che imprime alla nube un colore marcatamente azzurrognolo; i gas luminosi sono evidenti nelle foto a lunga posa soprattutto sul lato nordoccidentale della stella. La distanza, determinata tramite la misurazione della parallasse, ha fornito dei valori incerti; le misurazioni del catalogo di Kharchenko del 2009 hanno indicato una parallasse di 116,80 mas, che corrisponde a una distanza di circa 86 parsec (circa 279 anni luce). Questa distanza la rende decisamente in primo piano rispetto alla regione della Nebulosa Gabbiano e all'associazione Canis Major OB1, ad essa legata, la cui distanza è di circa 909 parsec.